# 5-hexinonitrilo
El 5-hexinonitrilo, llamado también 5-ciano-1-pentino, es un nitrilo cuya fórmula molecular es C6H7N. Su estructura es similar que la del hexanonitrilo pero, a diferencia de éste, posee un triple enlace entre los carbonos 5 y 6.

## Propiedades físicas y químicas
A temperatura ambiente, el 5-hexinonitrilo es un líquido incoloro o de coloración ámbar.
Aunque su densidad es inferior a la del agua (ρ = 0,889 g/cm³), es significativamente mayor que la del 5-hexenonitrilo y hexanonitrilo (0,837 y 0,809 g/cm³ respectivamente).
Tiene su punto de ebullición a 116 °C y su punto de fusión —valor teórico y no experimental— a -25 °C.
Su solubilidad en agua es de 8 g/L, siendo el valor del logaritmo de su coeficiente de reparto, logP = 0,74; ello indica que es algo más soluble en disolventes apolares que en disolventes polares.
Posee una tensión superficial de 36,9 ± 3 dina/cm, aproximadamente la mitad de la del agua.

En cuanto a su reactividad, el 5-hexinonitrilo reacciona con agentes oxidantes fuertes.

## Síntesis y usos
El 5-hexinonitrilo se puede sintetizar por la reacción de cianuro potásico con compuestos halogenados como 5-cloro-1-pentino o 5-iodo-1-pentino.
A su vez, el 5-hexinonitrilo es precursor en la elaboración de nitrilos más complejos. Así, el 9-oxodec-5-inenitrilo se obtiene al tratar 5-hexinonitrilo con 2-butenona en presencia del sistema de catálisis formado por Rh(acac)(CO)2 y tris(o-metoxifenil)fosfina, mientras que el 6-oxo-hexanonitrilo se sintetiza por hidratación anti-Markovnikov utilizando como catalizadores complejos de ciclopentadienilrutenio con los apropiados ligandos de fosfina.
De igual forma, se puede obtener 4-fenantren-9-ilbutanonitrilo por medio del sistema NiBr2(dppe)–Zn.
El 5-hexinonitrilo ha sido utilizado, dentro de la química orgánica, para la diferenciación de isómeros mediante una técnica que combina cromatografía de gases, reacciones selectivas de iones/moléculas y espectrometría de masas tándem en un espectrómetro de masas de trampa iónica.
Por otra parte, se ha propuesto el uso de este nitrilo en compuestos de espirotetrahidronaftaleno, empleados como agentes terapéuticos para el tratamiento de enfermedades neurodegenerativas como la enfermedad de Alzheimer.

## Precauciones
Este compuesto es un producto combustible que tiene su punto de inflamabilidad a 42 °C. Al arder puede emitir gases nocivos como óxidos de nitrógeno, monóxido de carbono y cianuro de hidrógeno.
Es un producto tóxico si se ingiere o inhala y su contacto provoca irritación en la piel y los ojos.